# Grignols, Gironde
Grignols (gaskonsko Gragnos) je naselje in občina v jugozahodnem francoskem departmaju Gironde regije Akvitanije. Leta 2008 je naselje imelo 1.112 prebivalcev.

## Geografija
Naselje leži v pokrajini Gaskonji znotraj naravnega regijskega parka Landes de Gascogne, 71 km jugovzhodno od Bordeauxa.

## Uprava
Grignols je sedež istoimenskega kantona, v katerega so poleg njegove vključene še občine Cauvignac, Cours-les-Bains, Labescau, Lavazan, Lerm-et-Musset, Marions, Masseilles, Sendets in Sillas z 2.875 prebivalci.
Kanton Grignols je sestavni del okrožja Langon.

## Zanimivosti
- grad Château de Grignols iz 15. in 16. stoletja, prenovljen v 19. stoletju,
- Notredamska cerkev.

## Pobratena mesta
- Celorico da Beira (Portugalska);